# Rain (Zwitserland)
Rain is een gemeente en plaats in het Zwitserse kanton Luzern en maakte deel uit van het district Hochdorf tot op 1 januari 2008 de districten van Luzern werden afgeschaft.

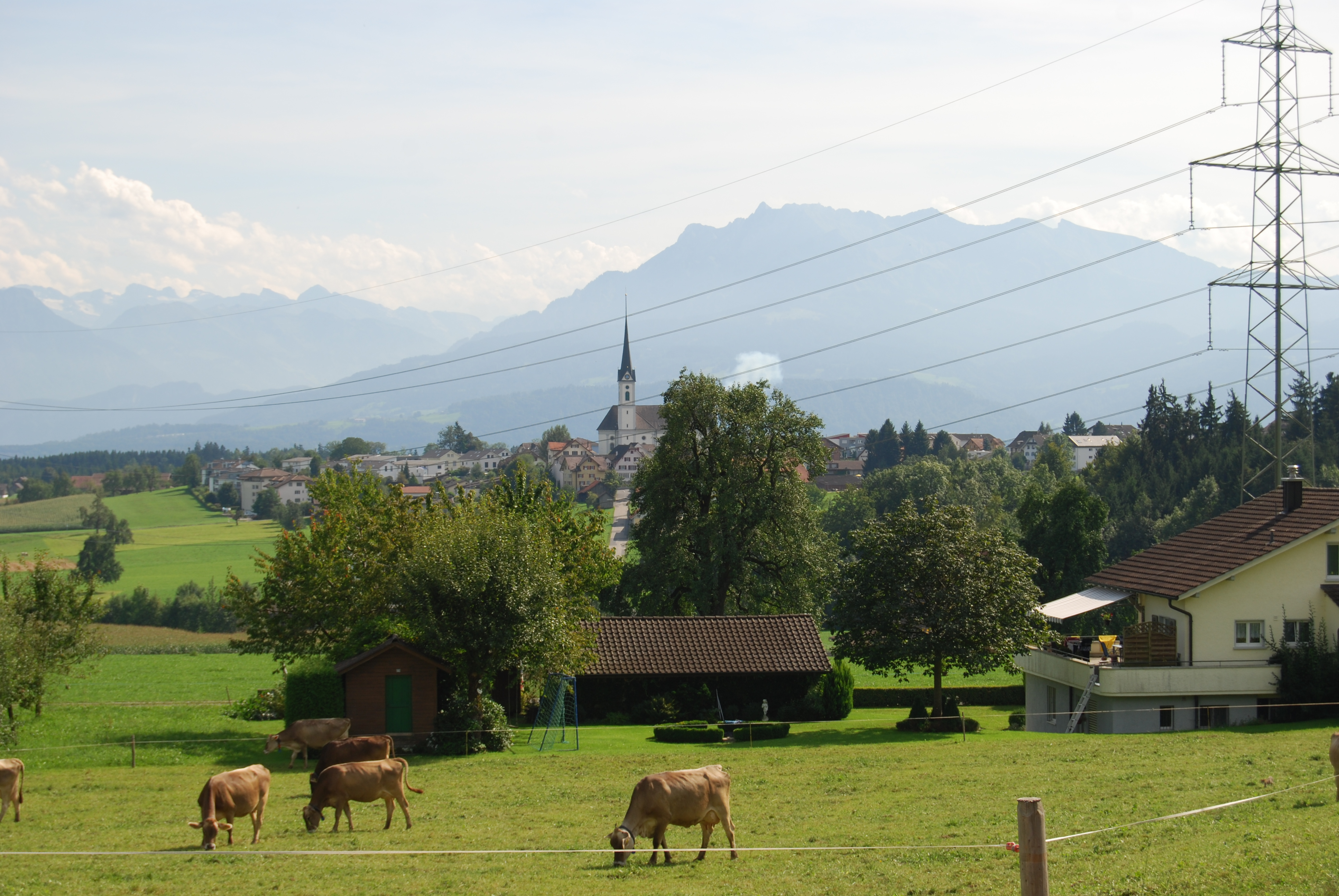
Rain

Rain telt 2.073 inwoners.